# Элеонора Австрийская (1582—1620)
Элеоно́ра Австри́йская (нем. Eleonore von Österreich; 25 сентября 1582, Грац, эрцгерцогство Австрия — 28 января 1620, Халль-ин-Тироль, графство Тироль) — принцесса из дома Габсбургов, урождённая эрцгерцогиня Австрийская, дочь Карла II, эрцгерцога Австрии.
Одна из трёх сестёр-кандидаток в невесты инфанта Филиппа, будущего короля Испании под именем Филиппа III. После неудачных, из-за слабого здоровья, попыток выйти замуж, удалилась в монастырь Святейшего Сердца в Халль-ин-Тироле, где приняла монашеский постриг.

## Биография

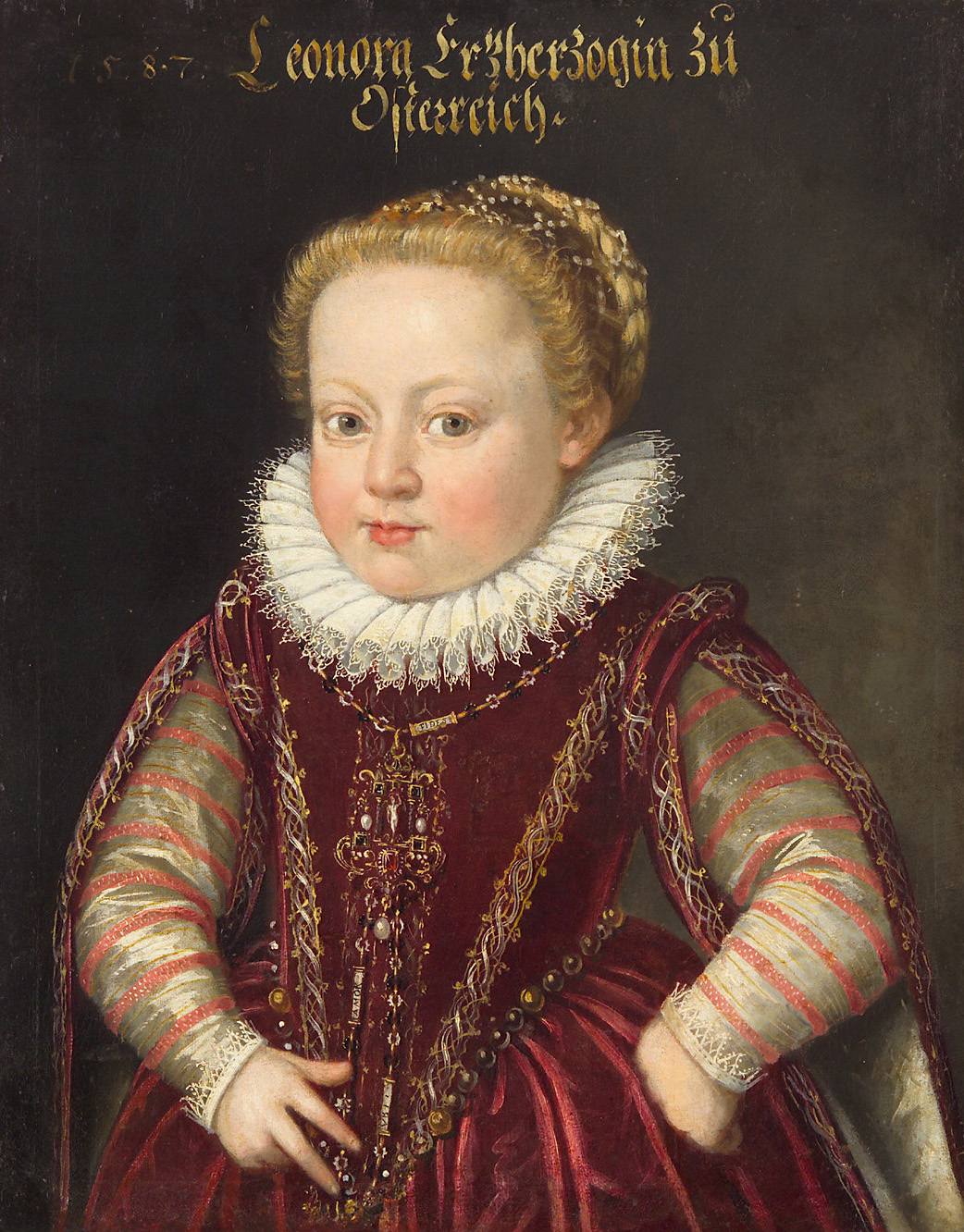
Портрет кисти Дзануоли (1587)

### Ранние годы
Элеонора родилась в Граце 25 сентября 1582 года. Она была девятым ребёнком и шестой дочерью в многодетной семье Карла II, эрцгерцога Австрии, и  Марии Анны Баварской, принцессы из дома Виттельсбахов.
По линии отца эрцгерцогиня приходилась внучкой Фердинанду I, императору Священной Римской империи, и Анне Богемской и Венгерской, последней представительнице дома Ягеллонов, правивших королевствами Чехии и Венгрии. По линии матери она была внучкой Альбрехта V, герцога Баварии, и Анны Австрийской, принцессы Богемской и Венгерской из дома Габсбургов.
В детстве Элеонора перенесла заболевание оспой, навсегда подорвавшее её здоровье, что в свою очередь отразилось на характере эрцгерцогини. Она была своенравным эмоциональным человеком, при дворе вела замкнутый образ жизни, не лишённый маленьких удовольствий. Например, она любила кондитерские изделия, и по её требованию ей всегда приносили свежую выпечку. В случае отказа эрцгерцогиня устраивала истерику. Вместе с тем, Элеонора обладала хорошими интеллектуальными способностями.

### Попытки замужества
Несмотря на слабое здоровье Элеоноры, её брат и мать не оставляли попыток найти ей достойного супруга. В 1595 году в Риме кардинал Оттавио Паравичини представил трёх кандидатов в мужья эрцгерцогине: Рануччо I, герцога Пармы и Пьяченцы из дома Фарнезе, Франсуа, принца из Лотарингского дома и Франческо Мария II, герцога Урбино из дома Делла Ровере. Мать волновалась за юный возраст принцессы, а женихов интересовала её способность к деторождению. Но даже бездетный брак, в случае вдовства, обеспечивал ей содержание в пятьдесят тысяч гульденов в год. Рядом с Элеонорой постоянно находился врач Ипполит Гваринони, который блестяще справлялся со своими обязанностями. Тем не менее, именно слабое здоровье невесты было главной причиной неудавшегося сватовства.
Кандидатура Элеоноры, вместе с кандидатурами её сестёр — старшей Грегории Максимилианы и младшей Маргариты, рассматривалась в качестве невесты инфанта Филиппа, будущего короля Испании под именем Филиппа III. Портреты сестёр были отправлены к испанскому двору. Выбор инфанта остановился на Маргарите, но по воле отца, короля Филиппа II, его обручили с Грегорией Максимилианой. После этого родственники Элеоноры оставили попытки выдать её замуж.

### Монашество и смерть

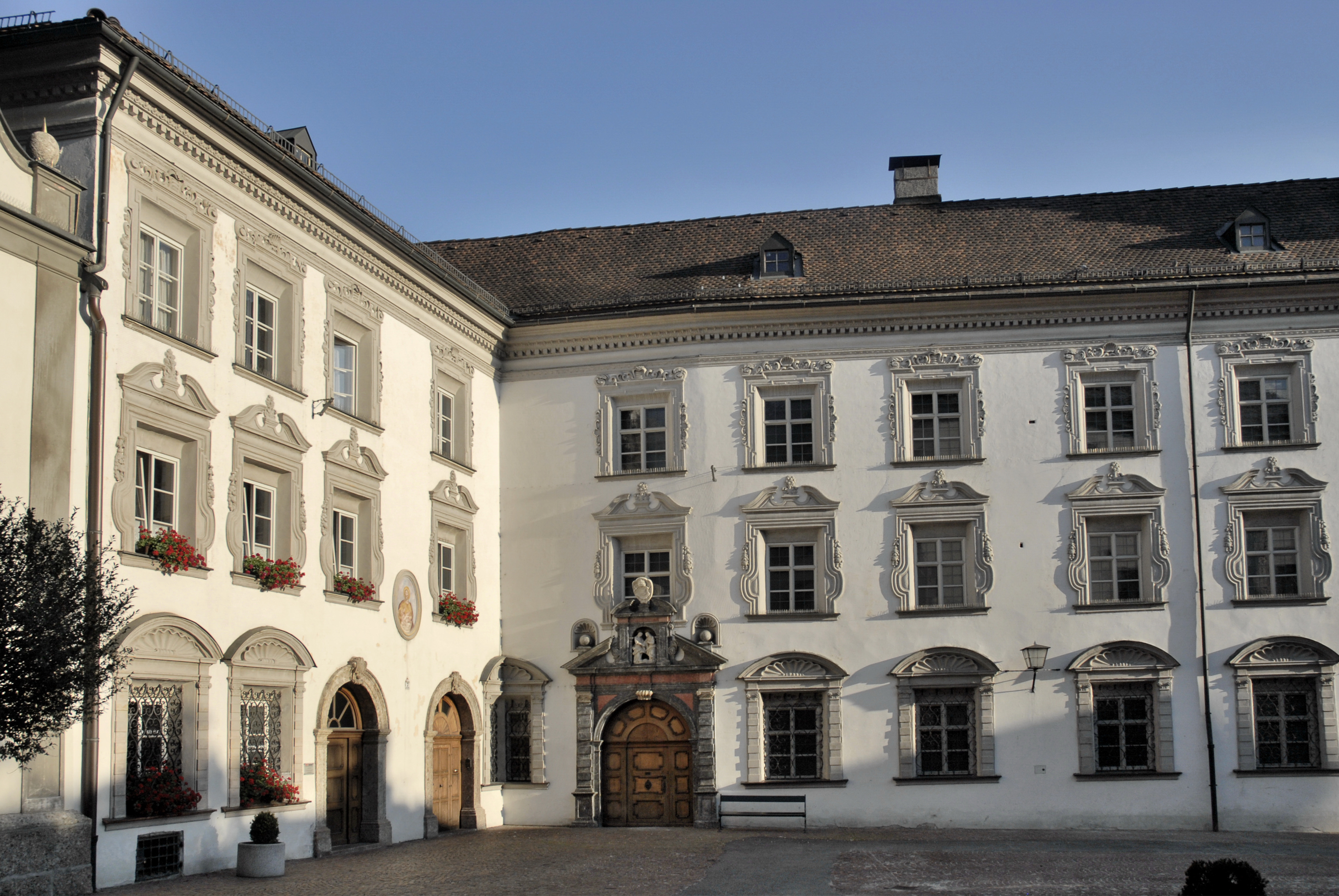
Корпус монастыря в Халль-ин-Тироле

Смирившись с невозможностью замужества, Элеонора, к которой присоединилась старшая сестра Мария Кристина, вернувшаяся на родину после неудачного брака с князем Трансильвании, решила удалиться от мира. Сёстры выбрали королевский монастырь Святейшего Сердца в Халль-ин-Тироле, основанный их тёткой по линии отца. Фердинанд II дал сёстрам небольшое содержание на время послушничества: за старшей столовое серебро в одиннадцать тысяч гульденов, за младшей — две тысячи имперских пфеннигов. Вступив в монастырь, эрцгерцогини отказались от всех своих титулов и стали простыми послушницами.
В первый же год у Элеоноры обострились проблемы со здоровьем — появились острые боли в желудке, но она не оставила монастырь. 3 октября 1607 года сёстры приняли монашеский постриг. В качестве монашеского приданого брат выделил им сто тысяч гульденов. В 1612 году старшую сестру Элеоноры выбрали настоятельницей. Сама она стойко переносила телесные немощи. И без того слабое здоровье в конец разрушил строгий уклад монашеской жизни. Обнаруженная у неё в январе 1620 года катаракта в скором времени привела к полной слепоте. Элеонора умерла в монастыре Святейшего Сердца 28 января 1620 года и была похоронена в церкви иезуитов в городе Халль-ин-Тироль.

## В культуре
Известно несколько портретов Элеоноры. Детский портрет 1587 года, приписываемый кисти Оттавио Дзануоли, в настоящее время хранится в собрании Музея истории искусств в Вене. На семейном портрете приписываемом кисти Пантохи де ла Круса около 1600 года, она изображена вместе с родителями — отцом в одеянии священника (Иоанна Евангелиста), преподающим причастие матери в одеянии монахини (Девы Марии), с некоторыми братьями, в церковном облачении, и сёстрами, приступающими к причастию. Семья изображена у алтаря во имя святого Иоанна Евангелиста. Картина находится в монастыре босоногих принцесс в Мадриде. Ещё один портрет Элеоноры в собрании Музея истории искусств в Вене принадлежит кисти Франса Пурбуса Младшего и датируется около 1603 годом. На одном из портретов кисти неизвестного, содержащего надпись о том, что на нём изображена Элеонора, по мнению искусствоведа Майке Фогт-Люэрссен изображена её старшая сестра Грегория Максимилиана.